# Фтор
Фтор, флю́ор (хімічний знак — {\displaystyle {\ce {F}}}, лат. fluorum — плинний) — хімічний елемент з атомним номером 9, галоген, що належить до 7-ї групи, 2-го періоду періодичної системи хімічних елементів. Так само назву фтор має відповідна проста речовина, яка є отруйним і хімічно-активним жовто-зеленим газом.

## Загальна характеристика
Символ F, ат.н. 9, ат.м. 18,998403. У природі існує один стабільний ізотоп 19F. Штучно отримані радіоактивні ізотопи з масовими числами 16, 17, 18, 20, 21, 22. Вперше одержаний франц. хіміком Анрі Муассаном у 1886 р. електролізом плавикової кислоти.
Проста речовина — фтор — блідо-жовтий газ зі специфічним різким запахом. Температура плавлення -219,62 °С. Має виключно високу хімічну активність і утворює сполуки з усіма хімічними елементами, крім гелію, неону і аргону. Взаємодія фтору з багатьма елементами, оксидами і солями, водою протікає дуже енергійно, а з воднем і вуглеводнями — часто з вибухом. У присутності фтору більшість металів, С, Si, Р, S і інші займаються при 20-300 °С і згоряють з утворенням фторидів. Фтор дуже отруйний. ГДК фтору 0,15 мг/м³, при експозиції не більше 1 години — 1,5•10 мг/м³. Середній вміст фтору в земній корі 6,25•10−2 мас.%. Фтор виноситься з верхньої мантії переважно з лужною базальтовою і ультрабазитовою магмою. Найважливіші мінерали, збагачені фтором (% мас.): флюорит (47,81–48,8 %), флуорапатит (до 3,8 %), слюда (0,1–3,5 %), амфіболи (0,1–3,5 %), віліоміт (45,24 %), топаз (13,01–20,45 %), сфен (0,1–1,35 %), кріоліт (54,4 %).
Одержують фтор електролізом {\displaystyle {\ce {HF}}} в середовищі розплавленого {\displaystyle {\ce {KH2F3}}} або {\displaystyle {\ce {KHF2}}}.
Застосування в техніці знаходять фторорганічні сполуки, що характеризуються високою термічною і хімічною стійкістю.
З'єднання фтору були відомі людям давно. Наприклад, мінерал флюорит (плавиковий шпат — {\displaystyle {\ce {CaF2}}}) був описаний алхіміками ще в XV столітті, а в 1771 році Карл Шееле вперше в лабораторних умовах отримав плавикову кислоту (фтороводень — {\displaystyle {\ce {HF}}}). Вільний фтор був виділений лише в 1886 році Анрі Муассаном.
При нормальних умовах фтор являє собою двоатомний газ ({\displaystyle {\ce {F2}}}) жовто-зеленого або світло-зеленого кольору, з запахом дуже схожим на хлор і озон.
Чистий фтор настільки агресивний, що зіткнення з ним шкіри людини протягом 2 секунд призводить до появи опіку II ступеня, вода в атмосфері фтору горить синім полум'ям, а платина згорає як порох. Під час контакту фтору з воднем навіть при температурі -252 °C (близької до абсолютного нуля), відбувається потужний вибух. Багато хіміків, які намагалися отримати фтор в лабораторіях і не знали про його хімічні властивості, загинули або залишилися інвалідами. Плавикова кислота розчиняє скло, тому її зберігають в посудині, на внутрішню поверхню якої нанесений парафін.[джерело?]
Фтор досить поширений з земній корі (650 г/т), але через надзвичайну хімічну активності в чистому вигляді не зустрічається. Фтор може утворювати хімічні сполуки з усіма елементами Періодичної системи, за винятком деяких інертних газів.
Основним джерелом промислового фтору є мінерал флюорит, що майже наполовину складається з фтору. Є він також у фторапатиті, кріоліті і т. д.[уточнити] В невеликих кількостях фтор зустрічається в морській воді і в ґрунтових водах, але цієї кількості виявляється цілком достатньо, щоб задовольнити потреби організму людини, якщо, звісно, концентрація фтору у споживаній воді не знижена.
Вживається і засвоюється фтор лише вигляді мінеральних солей.[джерело?]
У промисловості фтор застосовується для виготовлення матеріалів, стійких до високих температур і впливу хімічно агресивних середовищ. Тефлон — покриття для сковород і посуду — містить у своєму складі фтор. Цей хімічний елемент використовується також у виробництві холодоагентів для рефрижераторів, деяких пластмас (фторопластмас).
Матове скло (наприклад, скляний посуд) набуває цієї властивості після обробки фтороводнем (плавиковою кислотою).
Фтор є важливою складовою мінерального обміну.[джерело?] У організмі людини фтор необхідний для міцності і твердості кісткової тканини, для формування сполучних тканин, особливо кісток, для росту і підтримки в здоровому стані зубів, волосся і нігтів, профілактики остеопорозу.

## Історія
Перша сполука фтору — флюорит (плавиковий шпат) {\displaystyle {\ce {CaF2}}} — описана в кінці XV століття під назвою «флюоро». У 1771 році Карл Шеєле отримав плавикову кислоту. Як один з атомів плавикової кислоти, елемент фтор був передбачений у 1810, але виділений у вільному вигляді лише 76 років по тому Анрі Муассаном у 1886 році при електролізі рідкого безводного фтористого водню, що містить домішки кислого фториду калію {\displaystyle {\ce {KHF2}}}.

## Походження назви
Назва «фтор» (від дав.-гр. φθόρος — руйнування) запропонована Андре Ампером у 1810 році на підставі того, що фтор — найактивніший окисник з усіх існуючих хімічних елементів.
Ця назва використовується тільки в східнослов'янських мовах та грецькій (φθόριο), а також у мовах, що запозичили цю назву з російської (наприклад, чуваська, таджицька чи монгольська).
У багатьох країнах для елемента й речовини прийнято назви з коренем «флюор» (від лат. fluere — текти), за властивістю сполуки фтору, флюориту ({\displaystyle {\ce {CaF2}}}), знижувати температуру плавлення руди та збільшувати плинність розплаву.

## Поширення в природі
Фтор досить поширений у природі. Процентний вміст його в земній корі наближається до вмісту таких елементів, як азот, сірка, хром, марганець і фосфор. Промислове значення мають, однак, тільки два фтористих мінерали — плавиковий шпат і кріоліт. Крім того, фтор входить в порівняно невеликій кількості до складу апатитів. При переробці природних фосфатів на штучні добрива як побічні продукти одержують фтористі сполуки.
Вміст фтору в атомних відсотках в природі показано в таблиці:
| Об'єкт       | Вміст,  |
| ------------ | ------- |
| Ґрунт        | 0,02    |
| Води річок   | 0,00002 |
| Води океанів | 0,0001  |
| Зуби людини  | 0,01    |

Відносно багаті фтором рослини сочевиця і цибуля
Вмістом у ґрунті фтор зобов'язаний вулканічним газам, за рахунок того, що в їх склад зазвичай входить велика кількість фтороводню.

## Отримання
Джерелом для виробництва фтору служить фтористий водень {\displaystyle {\ce {HF}}}, що виходить в основному або при дії сірчаної кислоти {\displaystyle {\ce {H2SO4}}} на флюорит {\displaystyle {\ce {CaF2}}}, або при переробці апатитів і фосфоритів.
Виробництво фтору здійснюється електролізом розплаву кислого флюориту калію {\displaystyle {\ce {KF*3HF}}}, який утворюється при насиченні розплаву {\displaystyle {\ce {KF*3HF}}} фтористим воднем до вмісту 40-41 % {\displaystyle {\ce {HF}}}.

## Хімічні властивості
Фтор утворює сполуки, прямо або побічно, з усіма іншими елементами, включаючи деякі інертні гази (див. Сполуки інертних газів).

З воднем фтор з'єднується навіть при -252 °C. При цій температурі водень перетворюється в рідину, а фтор твердне, та все ж реакція іде з таким сильним виділенням тепла, що відбувається вибух.

Довгий час не було відомо з'єднання фтору з киснем, але в 1927 р. французьким хімікам вдалося отримати дифторид кисню, що утворюється при дії фтору на слабкий розчин лугу:
{\displaystyle {\ce {2F2 + 2NaOH = 2NaF + OF2 + H2O}}}

## Зберігання
Фтор зберігають в газоподібному стані (під тиском) і в рідкому вигляді (при охолоджуванні рідким азотом) в апаратах з нікелю і сплавів на його основі (монель-метал), з міді, алюмінію і його сплавів, латуні, неіржавної сталі.
Фтор має унікальну здатність виявлятися по запаху при концентрації 0,02 мг/м³, яка в 7,5 раза нижче прийнятої гранично допустимої.

## Застосування
Газоподібний фтор служить для фторування {\displaystyle {\ce {UF4}}} в {\displaystyle {\ce {UF6}}}, вживаного для розділення ізотопів урану, а також для отримання трифтористого хлору {\displaystyle {\ce {ClF3}}} (фторуючий агент і потужний окислювач ракетного палива), шестифтористої сірки {\displaystyle {\ce {SF6}}} (газоподібний ізолятор в електротехнічній промисловості), фторидів металів (наприклад, W і V).
Рідкий фтор, і рідкий фторид кисню (він ефективніший) використовують як окиснювач ракетного палива. Те саме стосується похідних — тетрафторгідразину і трифтористого азоту (причому останній дозволяє при спалюванні в його атмосфері різних палив отримувати дуже високі температури).

## Біологічна роль
Основна роль в організмі — участь в кісткоутворенні і процесах формування дентину і зубної емалі. Також фтор стимулює кровотворну систему та імунітет, бере участь у розвитку скелета, стимулює репаративні процеси при переломах кісток. Попереджає розвиток сенільного остеопорозу. Основні концентрації фтору в організмі людини: в зубах — 246–560 мг/кг, в кістках — 200–490 мг/кг, в м'язах — 2–3 мг/кг.
Добова потреба дорослої людини становить 2–3 мг фтору. З продуктами харчування доросла людина одержує в середньому 0,8 мг фтору на добу. Найбільша кількість фтору з продуктів містить риба (тріска, сом), горіхи, печінка. Основна кількість фтору надходить в організм з водою. Звичайна питна вода містить 1 мг фтору на 1 л. Недостатнє надходження фтору в організм є одним з екзогенних етіологічних факторів карієсу зубів, особливо в період їх прорізування і мінералізації. У районах з низьким вмістом фтору у воді проводиться фторування води до оптимального вмісту фтору — 1 мг/л. Надмірне надходження фтору в організм з водою в основному носить ендемічний характер і виникає в тій місцевості, де вміст фтору у воді перевищує 2 мг/л. Виявляється виникненням флюорозу, який уражає в основному постійні зуби людей. Токсична дія фтору так само може проявлятися інгібуванням багатьох ферментних систем. Для зниження вмісту фтору в такій воді проводять її дефторування. Фтор входить до складу ряду комплексів полівітамінів.